# Liopasia surinamalis
Liopasia surinamalis là một loài bướm đêm trong họ Crambidae.